# Miss Slovenije 2023
Miss Slovenije 2023 je bilo lepotno tekmovanje, ki je potekalo v četrtek, 21. septembra 2023, v Športni hiši v Radljah ob Dravi.
Nastopilo je 12 tekmovalk. V prvem izhodu so nosile bele obleke salona Poročni kotiček in naglavne venčke. V drugem izhodu so se predstavile v športnih oblačilih SWY brand in supergah Alpina. V tretjem izhodu so nosile obleke Poročnega kotička v zeleni, zlati in srebrni barvi ter odgovarjale na vprašanja žirije.
Soorganizatorja tekmovanja sta bila ŠKTM Radlje ob Dravi in Občina Radlje ob Dravi. Voditeljice so bile Maja Čolić (miss Slovenije 2021), Lara Kalanj (miss Slovenije 2018) in Maja Zupan (miss Slovenije 2017).
Lesena tiara za zmagovalko je bila izdelana v delavnici VDC Zasavje. Okrasila jo je Andreja Lukanič, pozlatilo pa podjetje R2ART.

## Uvrstitve
- Zmagovalka Alida Tomanič, 19 let, študentka arhitekture, Ptuj
- 1. spremljevalka Aleksandra Matan, 26 let, diplomirana inženirka lesarstva, Mengeš (leta 2022 je postala mlečna kraljica Zelene Doline Slovenije na tekmovanju v organizaciji Mlekarne Celeia)[2]
- 2. spremljevalka Tijana Bektašević, Škofja Loka
- miss Slovenskih novic Pika Kenda, 22 let, Tržič
- mis fotogeničnosti Nada Hejja, 19 let, šivilja in študentka ekonomije, Škofljica
- mis osebnosti Nika Šalamon, 22 let, študentka socialnega dela, Polzela
- mis simpatičnosti Ines Marjetič, 26 let, študentka prava, Šmarje - Sap

## Glasbeni gostje
Nastopili so David Breznik – DavidOFF, Mate Bro, Aleksej Gačnik Verk (sin organizatorke tekmovanja Jelke Verk), rock skupina DaDžem, Dunja Vrhovnik in duet Roma Child (Roman Ratej in Martin Štibernik).

## Žirija
V žirijo so sedeli Mojca Šimnic Šolinc (direktorica podjetja Tosama), Alan Bukovnik (župan Občine Radlje ob Dravi), Vida Milivojša (Miss Slovenije 2022), David Miško (direktor trženja in vodja CCEDOS služb v Skupini stroka.si) in Špela Režun (direktorica VDC Zasavje).

## Fotografiranje finalistk
Uradne fotografije finalistk v belih oblekah salona Poročni kotiček je posnel Dejan Nikolič v dvorcu Marenberg. Maskerki sta bili Alja Jerman in Amela Deljanin, frizer pa Anthony Delgado.

## Izbor finalistk
V Pesnici so 10. marca 2023 je bilo izmed 23 polfinalistk izbranih 15 finalistk: Ana Ivanc, Nada Hejja, Pika Kenda, Ines Marjetič, Kiara Prugovečki, Alida Tomanič, Naja Fridl, Nika Šalamon, Irma Čaušević, Tijana Bektašević, Andjela Jakimovska, Nina Kokot, Špela Godvajs, Ava Domina Zamuda in Aleksandra Matan. V drugem izhodu so nosile oblačila, ki so jih izdelale iz Tosaminih izdelkov. Mojca Šimnic Šolinc, direktorica Tosame, je za zmagovalko določila Nino Kokot. Nastopil je David Breznik – DavidOFF. Prireditev sta povezovali Lara Kalanj (miss Slovenije 2018) in Maja Čolić (miss Slovenije 2021).

### Žirija
V žiriji so sedeli Gregor Žmak (župan Občine Pesnica), Jure Knez (predsednik podjetja Dewesoft), Mojca Šimnic Šolinc (direktorica podjetja Tosama), David Miško (direktor trženja in vodja CCEDOS služb v podjetju Skupina stroka.si), Bogdan Kronovšek (direktor in lastnik podjetja Kronoterm) in Vida Milivojša (miss Slovenije 2022).